# Deep Love
『Deep Love』（ディープ ラブ）は、携帯サイトで連載している小説家Yoshiのケータイ小説シリーズ。

## 概要
『Deep Love』シリーズは、Yoshiの個人サイト「ザブン」上で2000年10月から公開し始め、女子高生を中心に口コミで話題になっていった。その後、Yoshiは書籍版を自費出版して10万部を売り上げ、2002年にはスターツ出版から商業出版物として第1巻が出版されて、最終的にはシリーズ累計売り上げが270万部をこえる大ヒットとなった。
自費出版を行った背景には、当時は携帯電話のパケット定額制がなく、「携帯サイト上で読むとお金がかかるから書籍で出して欲しい」という読者からの要望があった。
ケータイ小説全般に見られる、文字数が少ない・文が短いといった文体上の特徴や次々と衝撃的な事件が起こって展開が早いといった内容の特徴、さらに10代の少女をメインターゲットとして想定することはこの作品ですでにみられる特徴であり、のちの（リアル系）ケータイ小説のフォーマットを決定付けたといえる。本田透は、リアル系ケータイ小説において頻出のイベントである売春・レイプ・妊娠・薬物・不治の病・自殺・真実の愛の7つを「ケータイ小説七つの大罪」と呼んでおり、本作は第1部だけで全ての大罪が描かれている。
yoshiは作品の連載中に多くの読者から感想をもらい、その中に記されている読者の実体験を作品の続きのストーリーに取り入れながら執筆したと述べており、これが非常にスピーディなストーリー進行となった理由の一つとも考えられる。スターツ出版から書籍化されるあたり、内容に含まれる過激な性描写が社内でも問題視されたが、Yoshiの元に読者からの大量のメールが届くほど多くの人の心を動かした作品だということが書籍化の決め手となった。
第1部『アユの物語』では冒頭部分から女子高生と中年男性の性的な描写が描かれており、ケータイ小説全般で過激な性的描写が行われているというイメージを与えた可能性がある。ジャーナリストの下田博次は、本作が渋谷周辺で実際に援助交際をする少女の体験をもとに執筆されて彼女たちの共感を得てヒットしたことから、「子どもたちが作った子ども向けポルノ小説」と呼んでいる。本田透は、本作の性的描写は官能小説におけるそれのようなものではなく、愛情の伴わない性行為の汚さを描くことを主眼とした淡白なものだと述べている。
表現上の特徴としては、会話文において通常の鉤括弧（「」）と二重鉤括弧（『』）を使い分けることによって話し手を識別しやすいようにされているほか、本文中に山括弧（〈〉）でくくられた状態で地の文から切り離された「作者の声」にあたるものが挿入されている。

## ストーリー

### 第1部『アユの物語』
17歳の女子高生のアユは、1回5万円で援助交際を繰り返す毎日を送っていた。ある日アユは公園で舌が半分しかない捨てられた犬を見つけ、パオと名づけて以前道を歩いているときに知り合ったおばあちゃんに預ける。その後、アユはそのおばあちゃんの家に泊まるようになる。
夏休みの中ごろ、アユは薬物中毒者でホストをやっている恋人の健二から、どうしても200万円が必要だといわれる。それを聞いたアユはおばあちゃんが内職で貯めた150万円を「必ず返すから」と思いながらも盗み、健二に渡す。しかし、健二はそのお金をまた薬物の購入に使い、2週間後に死んでしまった。おばあちゃんはアユがお金を盗んだことに気づきながらも、知らないふりをしていた。そして、内職で貯めた150万円は、以前に養子として育てていた少年（義之）に心臓の手術を受けさせるために貯めていたお金だったとアユに告げる。アユはたまらず、そのお金を盗んだのは自分であること、そしてふだんから援助交際をしていることを告白する。その次の日の朝、おばあちゃんは死んでいた。
アユは援助交際をやめ、居酒屋でバイトするようになる。食費を削ってまで働き、そしてもとの金額まで貯まったら義之に返そうと考えていた。アユは実際に義之と会い、二人は互いに惹かれて合う。義之は沖縄に行くのが夢だとアユにいう。アユはバイト先でいじめられたりレイプされかけたりしながらもしっかり働き、航空券を買って義之を沖縄旅行に連れて行った。
旅行後に義之の父親から体を求められてから、アユは手術代を少しでも早く稼ぐために援助交際を再開する。しかし、実際にはアユが義之の手術代として義之の父にときどき渡している金を、義之の父は酒や女に浪費していた。効率的に稼ぐために避妊具を使わずに援助交際するようになったアユはエイズになって死ぬ。そして、義之の父親も同じくエイズにかかっており、家族に懺悔したあと自殺する。翌年、義之は心臓の手術に成功し、退院。新たな一歩を踏み出すも、アユが死んだことで抜け殻のようになっていた。
その後、アユの親友のレイナはアユの義理の父と兄を訪ね、アユが幼い頃から父親や兄に体を求められていたこと、そして母親がアユの目の前で自殺して亡くなったことなどを知る。そして、以前にクラスメイトの恨みをかったことがきっかけで輪姦されたときにできた赤ちゃんを産み、その子にアユと名づけた。

### 第2部『ホスト』
義之は、心臓の手術を受けたあと、「プラチナ」というホストクラブに入店し、店長の拓の指導のもと、拓と同じような情に流されることのないプロのホストへ成長していった。
「プラチナ」は暴力団とつながっており、義之は拓の誘いで薬物の取引にも手を染めるようになる。しかし、拓の右腕である龍二は義之のことをよく思っておらず、彼の裏切りによって暴力団の間でトラブルが起こり、義之と同期のホスト隆が殺され、拓の恋人である沙羅はレイプされる。結局沙羅はそのときの怪我が原因で下半身に障害が残るが、それをきっかけに冷酷だった拓は人間らしい感情を取り戻す。
義之は公園で、盲目の女の子と彼女を見守るホームレスと頻繁に会っていた。盲目の少女はレイナの娘のアユであり、レイナはすでに死亡しており祖母に育てられているのだという。また、ホームレスは元医者であり、アユの目の手術をしたときの執刀医が酔っていたにもかかわらず見てみぬふりをしており、それがきっかけでアユが失明してしまったことに罪悪感を覚えていた。ある日、ホームレスはアユのことをかばって交通事故にあい、死亡する。
その後、アユは祖母の病気のため新潟の親戚の家に引っ越してしまった。しかし、新潟で大地震が発生し、そのニュースを聞いた義之は夜中にバイクで新潟に向かう。優しいトラックの運転手に助けられ、新潟に着いた義之は瓦礫からアユを助け出す。しかし、アユは力尽きて死んでしまう。

### 第3部『レイナの運命』
レイナは娘のアユを産んだ後、美容師の明と知り合い互いに好意を持つ。しかし明は過去にレイナを輪姦したグループの1人で、そのことレイナに告白しようと考えつつも言えずじまいのまま一旦は疎遠になる。レイナはその後セクキャバに勤務し、店長にセクハラされたり同僚にいじめられたりしながらも仕事に励むが、店に明がやってきてトラブルになったことがきっかけで店をクビになる。
その後、自宅でアユが階段から転落し、搬送された病院での医療ミスにより失明する。盲目のアユを育てる金のためレイナはファッションヘルスに勤務するようになるが、その店の社長に拷問に近いSMプレイを強要される。社長はレイナを探す明を射殺し、さらにそれを見てショックを受けて発狂してしまったレイナを監禁してタイの売春宿に売り飛ばした。
義之は、ヘルス店でレイナと親しくしていた同僚であるアイラとヘルス店の店長に会ってレイナが売り飛ばされたという事実を知る。そしてその3人は社長からレイナの居場所を聞き出し、実際にタイへ行って廃人状態のレイナを見つけ出し、日本へ連れ帰る。義之は、死んだ2人のアユのためにも、これからずっとレイナの面倒を見続けようと決心する。そして義之が、レイナの子のアユを助けたときにもらった、レイナと友人のアユが写った写真を取り出してレイナに見せると、レイナの記憶が蘇った。

### 特別版『パオの物語』
野良犬のネロは、小学生の姉妹（ユウ、ミユキ）に拾われその家族に育てられて3匹の子犬（トト、コロ、そしてパオ）を産んだ。しかし、その家族の経済状況が悪化して4匹は捨てられ、ネロはすぐに餓死した。
その後、3匹は離れ離れになってしまい、パオはホームレスのおばあさん（梅さん）とおじいさん（竹さん）と仲良くなる。しかし梅さんはトラックに撥ねられて複雑骨折。彼女を助けるために必死に働いた竹さんは病死、梅さんも後を追って死亡した。
パオはユウとミユキと再会し、また二人の家で飼われることになった。しかし二人の父親が大怪我をしてしまい、それを苦に一家は自動車で海に飛び込み無理心中する。その後パオは動物愛護協会の建物にコロが保護されていることを知るが、なにもできないままコロはガスで殺処分されてしまう。そして、パオはある男性に拾われるが、彼は動物虐待の常習犯であり、以前にはトトにも手をかけていた。彼に舌を切られそうになったパオはなんとか逃げて、公園にいたところを女子高生のアユに拾われる。

## 登場人物
アユ
17歳の女子高生。容姿端麗で成績優秀。日常的に援助交際を行っているが、基本的には優しい性格。
健二
アユの恋人。職業はホストだが、薬物中毒に陥っている。のちにクラブの金を横領し、自殺する。
義之
おばあちゃんの養子として育てられている少年。
義之の父
アユの援助交際相手になるが、のちにアユからエイズに感染し、自殺。
おばあちゃん
アユがパオを通じて出会った高齢女性。義之を養子として育てていた。
レイナ
アユの親友。口癖は「バリ」。明るい性格でアユの良き理解者だが、ある事がきっかけでクラスメイトから恨みを買い、呼び出されたカラオケボックス内で複数の男達から暴行を受けて父親不明の子供を妊娠してしまい、女児を出産。その子に「アユ」と命名する。
明
美容師。実はかつて、レイナを仲間達と共謀して暴行した過去がある。
アイラ
レイナの同僚。レイナの良き理解者。
パオ
野良犬。アユに拾われる。

## 小説
シリーズ4作の累計出荷部数は、2004年12月までに250万部を記録した。もともと携帯サイトで掲載されていたものの書籍化であるため、携帯電話の画面上と同じく横書きで書かれている。商業出版版の第1部から第3部の売上金の一部はエイズストップ基金に、そして特別版の売上金の一部は動物ボランティア団体へ寄付される。
- Ayu's Love Story（ZAVN、2000年11月11日発行）自費出版
- 第1部『アユの物語』（スターツ出版、2002年12月25日発行）ISBN 4-88381-008-9
- 第2部『ホスト』（スターツ出版、2003年5月26日発行）ISBN 4-88381-013-5
- 第3部『レイナの運命』（スターツ出版、2003年7月7日発行）ISBN 4-88381-014-3
- 特別版『パオの物語』（スターツ出版、2003年7月発行）ISBN 4-88381-015-1

- 『Deep Love neo』アユの物語の全面改訂版。(講談社、2019年2月13日発行) ISBN 978-4-06-515279-9

## 評価
10代の女性を中心に大きな支持を集め書籍も大ヒットしたにもかかわらず、文芸評論家からはほぼ黙殺された状態が続いていた。
書籍『百年の誤読』における岡野宏文と豊崎由美との対談では、『Deep Love 〜アユの物語〜』について、筋が通っていない・括弧書きの記述が説教くさい・内容が浅はか、など毒舌で酷評されている。文芸評論家の斎藤美奈子も、文芸誌主催の新人文学賞なら1次選考で落選するレベルと辛口に評価する一方、そもそもこの小説は批評など必要としていないのかもしれないと述べている。
語彙が少ない・表現が稚拙といった批判がなされることについて、作者のYoshiは、ふだん小説を読まない人の興味を惹くことも作り手の使命であり、難解な表現を使って読者に理解してもらえなくなることを避けたのだと述べている。
文学研究者の石原千秋は、日本の入学試験での国語について述べた著作などで繰り返し「日本の国語教育は実は道徳教育である」という主張を行っているが、地の文から切り離された形式で「説教臭い語り」が挿入される本作はまさに道徳の教科書あるいは国語の教科書に掲載される小説のようなものであり、作者のYoshiは渋谷で援助交際をする女子高生にとっての教師でもあるのだと述べている。
精神科医の斎藤環は、日本の若者文化で「相互排除的に記述可能な領域」はヤンキー文化・おたく文化・サブカル文化の3つであるとした上で、本作はヤンキー文化的な「下世話な風景」を描写の対象とした稀有な作品であると述べている。

## 映画
『Deep Love アユの物語』（ディープラブ アユのものがたり）は、2004年に日本で製作された映画。上映時間96分。

### キャスト
- 原崎アユ：重泉充香
- 鏡義之：古屋敬多（Lead）
- 高橋レイナ：藤谷祥子
- 山下玉枝（おばあちゃん）：風見章子
- 鏡武（義之の父）：本田博太郎
- 高橋好江（レイナの母）：二木てるみ
- 和田聡宏
- 河田義市
- 谷川裕江
- 手塚政雄
- 山内勉
- 菊地一浩
- 望月次郎
- 中村敦子
- 深沢エミ
- 名倉右喬
- 金子貴伸
- 峯村淳二
- 尾道凛
- 阪本麻美
- 松本聖光
- 坂東美佳
- 猪浦里沙
- 小縄美帆
- 光田真梨緒
- 田辺弥生
- 若林裕太
- 高濱正朋
- 脇田滋行
- 佐々木亮
- 青木直子
- 梅野舞
- 三波誠
- 相原雄太
- 二橋知香
- 東佳奈
- 青山潤
- 山村祐介
- 片平眞由
- 鈴木晴奈
- 飯野芹菜
- 相川真：黒田アーサー（友情出演）
- 竹中直人（友情出演）

### スタッフ
- 監督：Yoshi
- 脚本：Yoshi
- 企画：新井俊也
- 製作：山下勝也、中野秀二
- プロデューサー：三村順一
- 音楽プロデューサー：川嶋あい
- 主題歌：川嶋あい『天使たちのメロディー』『12個の季節（ディープラブバージョン）』
- 協力：つばさレコーズ
- 制作：キネマモーションピクチャーズINC
- 製作協力：スターツ出版株式会社、オリコン
- 製作：ZAVN

### ソフトウェア
DVD『Deep Love アユの物語』2004年6月18日発売。ネオプレックス。3,000円。初回特典：携帯ストラップ

## ドラマ

### 第1部『Deep Love 〜アユの物語〜』

#### キャスト
- アユ：岩佐真悠子
- 義之：古屋敬多（Lead）
- レイナ：立花彩野
- 健二：小松拓也
- 安代：高橋しゅり
- アユの母：深浦加奈子
- アユの義父：山本紀彦
- レイナの母：松谷由起子
- 義之の継母：津山登志子
- 義之の父：螢雪次朗
- 菊田千代乃（おばあちゃん）：正司歌江

#### スタッフ
- 原作・監修：Yoshi
- 脚本：田辺満、吉田裕一、牟田桂子
- 監督：鎌田義孝、永井洋一、小原秋宣、北村剛
- 総合演出：永井洋一
- 協力：ZAVN
- 製作協力：フロムウェブ
- 製作著作：株式会社ネオプレックス

#### 楽曲
- 主題歌：佐藤ひろこ『愛が私を救ってくれるの』
- オープニングテーマ：Lead『Delighted』
- 挿入歌：Baby Boo『Love 1/2』

#### 放送局
- テレビ東京 - 金曜日 25:30
- テレビ大阪 - 金曜日 25:00
- テレビ愛知 - 木曜日 26:28
- テレビせとうち - 金曜日 27:45
- テレビ北海道 - 金曜日 26:30
- TVQ九州放送[注 1] - 水曜日 26:20
- びわ湖放送 - 木曜日 25:50
- 仙台放送 - 水曜日 26:03
- 静岡放送 - 水曜日 26:05
- 南日本放送 - 水曜日 25:30
- 山口朝日放送 - 木曜日 26:18
- 山形テレビ - 金曜日 25:45
- 新潟放送 - 火曜日 25:25

#### ソフトウェア
- DVD　全3巻 発売元：ネオプレックス
  - 第1巻　1〜4話収録　特典：携帯ストラップ
  - 第2巻　5〜8話収録　特典：ボールペン
  - 第3巻　9〜13話収録　特典：パスケース

### 第2部『Deep Love 〜ホスト〜』

#### キャスト
- 義之：北村悠（FLAME）
- 沙羅（クラブホステス）：及川奈央
- 龍二（ホストクラブ『ディオス』専務）：松田直樹
- 隆：川合哲平（チョイチャック）
- 翔：坂本爽
- アユの祖母：眞乃ゆりあ
- アユ（盲目の少女）：田中明
- 拓（『ディオス』オーナー）：RIKIYA（現・川口力哉）
- ホームレス：ガダルカナル・タカ

#### スタッフ
- 原作・監修：Yoshi
- 脚本：南部英夫、山室有紀子
- 監督 ：南部英夫
- 制作協力：不破敏之、小坂一雄
- 製作協力：PROTX
- 製作著作：株式会社ネオプレックス

#### 楽曲
- 主題歌：MITO（現・ミトカツユキ）『祈り…』
- オープニングテーマ曲：SATTIN『赤い果実』
- 挿入歌：FLAME『My Confession』、Bean Bag『恋愛夜明け前』、The Beautiful Losers『Fairweather Friend』
- 挿入曲：NAOH『Small Love』『The real world』

#### 放送局
- テレビ東京 - 金曜日 25:30
- テレビ大阪 - 金曜日 25:00
- テレビ愛知 - 木曜日 26:28
- テレビせとうち - 金曜日 27:45
- テレビ北海道 - 金曜日 26:30
- TVQ九州放送 - 水曜日 26:20
- 仙台放送 - 水曜日 26:03
- びわ湖放送 - 木曜日 25:50
- 静岡放送 - 水曜日 26:00
- 南日本放送 - 水曜日 25:30
- 山口朝日放送 - 木曜日 26:18
- 新潟放送 - 火曜日 25:25
- 山形テレビ - 金曜日 25:45

#### ソフトウェア
- DVD　全3巻 発売元：ネオプレックス
  - 第1巻　1〜3話収録　特典：ステッカー
  - 第2巻　4〜7話収録　特典：ステッカー
  - 第3巻　8〜11話収録　特典：ステッカー

| テレビ東京 金曜25:30枠 | テレビ東京 金曜25:30枠                | テレビ東京 金曜25:30枠 |
| 前番組                 | 番組名                                | 次番組                 |
| ---------------------- | ------------------------------------- | ---------------------- |
| ヒノマルデショ         | Deep Love アユの物語 Deep Love ホスト | ホーリーランド         |

## 自主制作ビデオ

### 『Deep Love 〜アユの物語〜』
キャスト
- アユ：相川みさお
- レイナ：河咲玲奈
- 景子：憧野あこ（現：日向野あこ）

### Deep Love ホスト『沙羅の一日』
ドラマ版「Deep Love ホスト」の番外編
キャスト
- 沙羅：及川奈央

## 漫画
- 『Deep Love アユの物語』（画：吉井ユウ、連載：別冊フレンド、出版：講談社　全2巻）
- 『Deep Love ホスト』（画:吉井ユウ、連載：別冊フレンド、出版：講談社　全2巻）
- 『Deep Love レイナの運命』（画：吉井ユウ、連載：別冊フレンド、出版：講談社　全1巻）
- 『Deep Love パオの物語』（画：黒沢明世、連載：TOKYO★1週間増刊「MOVE!」、出版：講談社　全2巻）
- 『Deep Love REAL』（画：Tetsu、連載：週刊ヤングマガジン 2004年42号 - 2010年1号、出版：講談社　全19巻）
- 『Deep Love Again』（画：久嘉めいら、連載：コミックDAYS、出版：講談社）